# Wilhelm Adam (Politiker, 1905)
Wilhelm Adam (* 27. Juli 1905 in Ludenberg bei Düsseldorf; † 1. August 1991 in Berlin) war ein deutscher Widerstandskämpfer gegen den Nationalsozialismus, Funktionär der Sozialistischen Einheitspartei Deutschlands (SED) und Hochschullehrer in der Deutschen Demokratischen Republik (DDR). Er war ab 1963 Prorektor der Hochschule für Film und Fernsehen „Konrad Wolf“ in Potsdam-Babelsberg.

## Leben
Adam, Sohn eines Metallarbeiters, erlernte den Beruf eines Zahntechnikers und wurde 1921 Mitglied der Sozialistischen Arbeiter-Jugend (SAJ), 1922 des Kommunistischen Jugendverbandes Deutschlands (KJVD) und 1923 der KPD. Nach der Machtergreifung der Nationalsozialisten und dem Verbot der KPD führte Adam ab Februar 1933 die Parteiarbeit in der Illegalität fort und musste deshalb Ende 1933 emigrieren. Adam ging erst ins damals autonome Saargebiet und 1934 nach Dänemark. Unter den Decknamen Gilbert und kleiner Hans war er bis 1936 Leiter der Abschnittsleitung Nord der KPD in Kopenhagen, sein Nachfolger wurde Sepp Schwab. Im Dezember 1936 reiste Adam zu Einheitsverhandlungen mit anderen antifaschistischen Gruppen nach Norwegen.
Adam blieb auch nach der deutschen Besetzung Dänemarks und seiner Ausbürgerung aus Dänemark 1938 im Land und redigierte die illegale, antifaschistische Zeitung Deutsche Nachrichten. Im April 1945 wurde Adam von der Gestapo verhaftet und kam nach Kriegsende frei.
1945 kehrte Adam nach Deutschland zurück, wurde nach der Zwangsvereinigung von SPD und KPD 1946 Mitglied der SED und war bis 1948 Sekretär für Kultur und Erziehung der SED-Kreisleitung Schwerin. 1948/49 war er Leiter des Landesjugendamtes und Hauptabteilungsleiter im mecklenburgischen Bildungsministerium. Im Oktober 1949 wurde Adam Hauptreferent der Westkommission beim Parteivorstand der SED. Danach war er bis 1963 Sektorenleiter für gesamtdeutsche Arbeit in der Kulturabteilung des ZK der SED. 1963 ging Adam an die Hochschule für Film und Fernsehen „Konrad Wolf“ in Potsdam-Babelsberg und wurde dort Dozent, Parteisekretär und Prorektor für Studienangelegenheiten. 1967 wurde Adam kommissarischer Direktor des Instituts für Filmwissenschaft.

## Ehrungen
- 1964 Vaterländischer Verdienstorden in Silber
- 1970 Vaterländischer Verdienstorden in Gold